# Vrije volksstaat Württemberg
De vrije volksstaat Württemberg was de officiële benaming van Württemberg tijdens de Weimarrepubliek. Na de Novemberrevolutie, die volgde op de Eerste Wereldoorlog werd de monarchie van het koninkrijk Württemberg omgevormd naar een democratische republiek. De grenzen en interne administratie bleven hetzelfde. In 1919 werd Württemberg opnieuw een lidstaat van het Duitse Rijk.

## Geschiedenis

### 1918-1933
Tijdens de Duitse Novemberrevolutie aan het einde van de Eerste Wereldoorlog werd het koninkrijk Württemberg vervangen door een vrijstaat. Deze revolutie ging in Württemberg zonder bloedvergieten. De grenzen en interne instituties bleven ongewijzigd. De laatste koning, Willem II van Württemberg, deed op 30 november 1918 troonsafstand. Volgens de nieuwe grondwet van Württemberg en de Grondwet van Weimar in 1919 werd Württemberg opgenomen als onderdeel van de Weimarrepubliek. Artikel 1 van de grondwet van Württemberg van 25 september 1919 stelde dat Württemberg een democratische republiek en is onderdeel van het Duitse Rijk is. De regering bestaat uit de erkenning met deze grondwet en de nationale grondwet. Artikel 2 van de grondwet van Weimar van 11 augustus 1919 stelde dat de gebieden van het Rijk omhelst het gebied van de lidstaten.
In tegenstelling tot de Weimarrepubliek was de politieke ontwikkeling in Württemberg stabiel. De drie wetgevende periodes van het parlement deden van 1920 tot 1932 elk hun vier jaar uit, in tegenstelling tot het federale niveau. De sociaaldemocraten verloren al snel hun macht in Württemberg en de conservatieve coalities vormden de regering van 1924 tot 1933. Hoewel er een financiële crisis woedde in Duitsland in de jaren 20 en 30 ging het economisch goed met Württemberg en de hoofdstad Stuttgart werd een regionaal centrum van financiën en cultuur.

### 1933-1952
Na de Machtergreifung in 1933 en de daarop volgende eliminatie van alle niet-nazi organisaties (Gleichschaltung) werd de vrije Volksstaat Württemberg net als alle andere Duitse staten afgeschaft. In de Tweede Wereldoorlog werd het onderdeel van de gouw Württemberg-Hohenzollern. Na de Tweede Wereldoorlog werd Württemberg verdeeld onder de Franse en Amerikaanse bezettingszones. Württemberg-Baden kwam onder Amerikaans gezag te staan en Württemberg-Hohenzollern onder Frans gezag. In 1952 fuseerden deze twee staten, samen met Zuid-Baden, tot de hedendaagse Duitse deelstaat Baden-Württemberg.